# Музей истории Екатеринбурга
Музей истории Екатеринбурга расположен в нескольких старинных зданиях в историческом центре города. Основное здание — так называемый Дом Качки на улице Карла Либкнехта, 26. В 1905 году здесь находилась нелегальная школа партийных пропагандистов, организованная Я. М. Свердловым. Музей был основан в июне 1939 года; открылся для посетителей 3 июля 1940 года как дом-музей Я. М. Свердлова.

## История музея
Музей истории Екатеринбурга был основан в июне 1939 года, открылся для посетителей 3 июля 1940 года как дом-музей Я. М. Свердлова. Экспозиция музея состояла из бюста Я. М. Свердлова, портретов В. И. Ленина и И. В. Сталина, фотографий семьи Свердлова. В одной из комнат была воссоздана обстановка подлинной конспиративной квартиры, а также макет подпольной типографии екатеринбургского комитета РСДРП(б).
После реконструкции в 1995 году бывший Мемориальный музей Я. М. Свердлова обрел своё нынешнее название.
Музей расположен в здании начала XIX века, которое является памятником истории и культуры. Основное здание было построено в 1820 году почтмейстером Г. Лайвашевским, флигель достроен в 1837 году горным инженером А. Г. Качкой. Автором проекта в некоторых источниках указывается М. П. Малахов, другие источники указывают на то, что здание построено по типовому проекту из сборника «Высочайше апробированных на постройку частных домов фасадов». За время своего существования оно было гостиницей, дворянской усадьбой, доходным домом, жилым домом с коммунальными квартирами. В конце XIX — начале XX века в здании размещалась знаменитая частная библиотека С. А. Тихоцкой. Краткое время здание принадлежало бывшему управляющему Кыштымских заводов Ф. А. Иванову, ставшему его последним частным владельцем в дореволюционное время.
До 1991 в музее располагалась экспозиция, посвящённая жизни и деятельности Я. М. Свердлова. В этот период музей носил название «Музей истории общественно-политических движений Урала». В 1992 году музей был переименован в «Музей политической истории Урала». С 1995 года носит название «Музей истории Екатеринбурга».
В 2004—2005 годах здание было реконструировано и значительно расширено. В обновлённой экспозиции можно прогуляться по улицам старого Екатеринбурга, познакомиться с историей Дома, увидеть Екатеринбург из космоса, а также спуститься в подземный город, увидеть богатства недр, речные и городские артерии. В музее хранятся подлинники фотографий, документов и книг рубежа XIX—XX веков, произведения Э. Неизвестного, М. Брусиловского, К. Грюнберга.

## Библиотека Софьи Адольфовны Тихоцкой
Восстановлен интерьер и сохранена коллекция книг самой успешной частной библиотеки Екатеринбурга С. А. Тихоцкой. В начале XX века дом с мезонином на Вознесенском проспекте стал широко известен в городе благодаря открывшейся здесь частной библиотеке, где можно было расширить свой кругозор, получить интересную информацию, пообщаться. Ко всем посетителям Софья Адольфовна умела найти подход, подобрать нужную книгу. Всю свою личную библиотеку — 16 тысяч томов — она отдала в общественное пользование. Молодое поколение того времени называло Софью Адольфовну самой популярной женщиной в Екатеринбурге, о ней говорили, писали в газетах. Библиотека С. А. Тихоцкой — целая страница культурной жизни Екатеринбурга. В экспозиции находится уникальный экспонат — шкаф польской работы 1734 года, почти ровесник Екатеринбурга.

## Галерея
- Экспозиции музея